# Sachurteil
Ein Sachurteil ist ein Urteil über die Zulässigkeit und Begründetheit einer Klage, also die Sache selbst.
Im Sachurteil wird entschieden über
- den Streitgegenstand im Zivilprozess. Es gibt der Klage nach streitiger Verhandlung statt oder weist sie ab. Bei Säumnis einer Partei ergeht ein stattgebendes oder abweisendes Versäumnisurteil (§ 330, § 331 Abs. 2 ZPO).[2]
- die angeklagte prozessuale Tat im Strafprozess durch Freispruch, Verurteilung oder Anordnung einer Maßregel der Besserung und Sicherung[3]
- im Verwaltungsgerichtsverfahren über das Klagebegehren.[4] Ein stattgebendes Sachurteil  setzt die Passivlegitimation des Klägers voraus, der Tenor hängt ab von der Klageart (§ 43, § 113 VwGO).

Eine Entscheidung in der Sache ergeht nur, wenn das Gericht die Prozessvoraussetzungen für gegeben ansieht. Fehlt eine wesentliche Prozessvoraussetzung, ist die Klage unzulässig und wird durch Prozessurteil abgewiesen. Schon wegen der Auswirkungen auf die Rechtskraft ergibt sich ein absoluter Vorrang der Zulässigkeits- vor der Begründetheitsprüfung.
Zulässigkeit und Begründetheit bleiben offen bei einer Entscheidung a limine.